# Lavérune

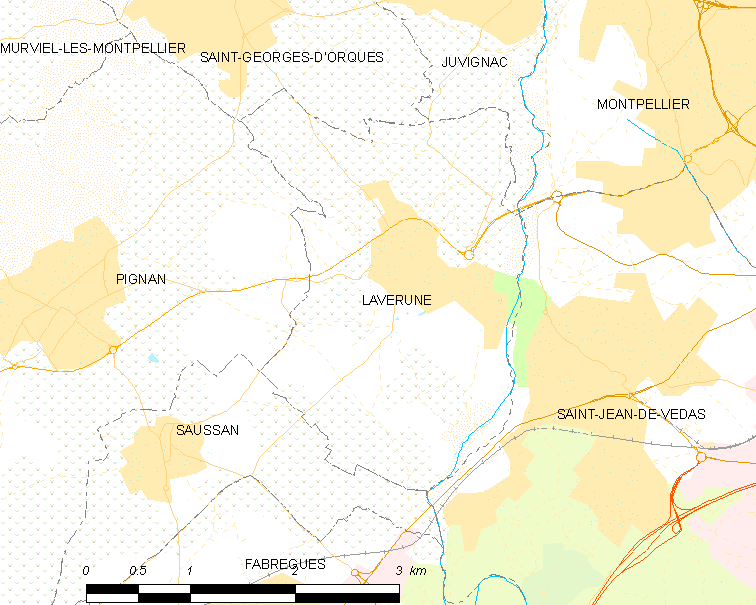
Mapa

 Lavérune  es una población y comuna francesa, situada en la región de Occitania, departamento de Hérault, en el distrito de Montpellier y cantón de Lattes.

## Demografía
| 664 | 954 | 1254 | 1752 | 2090 | 2603 | 2829 |
| Para los censos de 1962 a 1999 la población legal corresponde a la población sin duplicidades (Fuente: INSEE [Consultar]) |     |      |      |      |      |      |